# Теорема Піка (комплексний аналіз)
Теорема Піка, або теорема Шварца — Піка — інваріантне формулювання та узагальнення леми Шварца.

## Формулювання
Нехай {\displaystyle w=f(z)} — регулярна аналітична функція з одиничного круга в одиничний круг
{\displaystyle Q=\left\{z\in \mathbb {C} :|z|<1\right\};\;f:Q\to Q.}
Тоді для будь-яких точок {\displaystyle z_{1}} і {\displaystyle z_{2}} круга {\displaystyle Q} відстань у конформно-евклідовій моделі гіперболічного простору між їх образами не перевищує відстані між ними:
{\displaystyle d(w_{1},\;w_{2})\leq d(z_{1},\;z_{2}),\ \ w_{1}=f(z_{1}),\ w_{2}=f(z_{2})}.
Більш того, рівність досягається тільки в тому випадку, коли {\displaystyle w=f(z)} є дробово-лінійною функцією, яка відображає коло {\displaystyle Q} на себе.

### Зауваження
Оскільки
{\displaystyle \mathop {\rm {th}} [{\tfrac {1}{2}}\cdot d(z,\;w)]={\frac {\left|z-w\right|}{\left|1-{\overline {z}}\cdot w\right|}},}
умова
{\displaystyle d(w_{1},\;w_{2})\leqslant d(z_{1},\;z_{2})}
еквівалентна такій нерівності:
{\displaystyle \left|{\frac {f(z_{1})-f(z_{2})}{1-{\overline {f(z_{1})}}f(z_{2})}}\right|\leqslant {\frac {\left|z_{1}-z_{2}\right|}{\left|1-{\overline {z_{1}}}z_{2}\right|}}.}
Якщо {\displaystyle z_{1}} і {\displaystyle z_{2}} нескінченно близькі, вона перетворюється на
{\displaystyle {\frac {\left|f'(z)\right|}{1-\left|f(z)\right|^{2}}}\leqslant {\frac {1}{1-\left|z\right|^{2}}}.}